# Jednolika neprekidnost funkcije
Za razliku od neprekidnosti u točki, gdje je točka intervala fiksna, pretpostavka jednolike (uniformne) neprekidnosti je udaljenost između dvije varijabilne točke unutar intervala. Formalna definicija glasi.
Realna funkcija f definirana na intervalu I realnih brojeva je jednoliko (uniformno) neprekidna na tom intervalu ako::45
{\displaystyle (\forall \epsilon )(\exists \delta )(x',x''\in I;|x'-x''|<\delta )\implies (|f(x')-f(x'')|<\epsilon )}
O jednolikoj neprekidnosti može se dokazati nekoliko teorema od kojih je najosnovniji taj da je funkcija neprekidna na segmentu u isto vrijeme i jednoliko neprekidna.